# Cratere Muara
Muara  è un cratere sulla superficie di Marte.